# Business Japanese Proficiency Test
Der Business Japanese Proficiency Test (BJT, jap. BJTビジネス日本語能力テスト, BJT bijinesu nihongo nōryoku tesuto) ist eine international abgehaltene Sprachprüfung, mit der Kenntnisse japanischer Kommunikation in Geschäftssituationen getestet und bewertet werden. Dies steht im Kontrast zu dem Japanese Language Proficiency Test (JLPT), bei dem allgemeines Japanisch getestet wird.
Er richtet sich an Nicht-Muttersprachler, insbesondere an Studenten und Geschäftsleute, also Personen, die in Japan studieren oder arbeiten wollen.

## Geschichte
Der Test wurde seit 1996 von der Japan External Trade Organization (JETRO) veranstaltet, unterstützt wurde sie dabei von führenden japanischen Regierungs- und Wirtschaftsorganisationen, unter anderem vom Außenministerium und dem Ministerium für Handel, Wirtschaft und Industrie. In Deutschland führte seit 1996 das Japonicum des Landesspracheninstituts Nordrhein-Westfalen in Bochum den JETRO-Test durch, er fand einmal im Jahr im November statt. Die letzte Prüfung in Bochum wurde 2008 durchgeführt.
Seit April 2009 wird der Test von der Japan Kanji Aptitude Testing Foundation (日本漢字能力検定協会) durchgeführt. Diese Organisation führt auch den Kanji-Kentei durch. Am 18. August 2010 schien der Test zuerst abgebrochen zu werden, allerdings wurde er anschließend doch wiederaufgenommen.

## Prüfung
In Japan wird der Test in sieben Testzentren in Tokio, Yokohama, Nagoya, Kyoto, Osaka, Fukuoka und Ōita abgehalten. Außerhalb Japans gibt es Testzentren in China, Hongkong, Thailand (Bangkok), USA (Hawaii) sowie Taiwan (Taipeh). In Deutschland kann derzeit nicht an der Prüfung teilgenommen werden.
Der Test wird im Juni und November jedes Jahres abgehalten. Die Prüfungsgebühr beträgt 7000 Yen.
Im Gegensatz zum JLPT gibt es nur ein Prüfniveau, bei dem maximal 800 Punkte vergeben werden können. Basierend auf den Punkten werden anschließend Noten vergeben, wobei J1+ die höchste und J5 die niedrigste ist. Die Notenskala lautet dabei folgendermaßen:
| Level | Punkte  | Beschreibung |
| ----- | ------- | --- |
| J1+   | 600–800 | Kann in jeder Berufssituation ausreichend auf Japanisch kommunizieren.                                                   |
| J1    | 530–599 | Kann in den meisten Berufssituationen angebracht auf Japanisch kommunizieren.                                            |
| J2    | 420–529 | Kann in einem begrenzten Bereich von Berufssituationen angebracht auf Japanisch kommunizieren.                           |
| J3    | 320–419 | Kann zu einem gewissen Grad auf Japanisch in einem begrenzten Bereich von Berufssituationen auf Japanisch kommunizieren. |
| J4    | 200–319 | Erreicht einen minimalen Grad der Kommunikation auf Japanisch in einem begrenzten Bereich von Berufssituationen.         |
| J5    | 0–199   | Hat praktisch keine japanischen Kommunikationsfähigkeiten in Berufssituationen.                                          |

Der Test dauert 120 Minuten und ist in drei Teile unterteilt: Hörverständnis (35 Fragen, 50 Minuten), Hörverständnis und Leseverständnis (30 Fragen, 30 Minuten), sowie Leseverständnis (35 Fragen, 40 Minuten).